# Půta III. z Častolovic
Půta III. z Častolovic (před rokem 1400 – 1435) byl český katolický šlechtic z rodu pánů z Častolovic, kladský hejtman a diplomat. Patřil do skupiny východočeských odpůrců husitů, tzv. opočenské strany.

## Život

### Mládí
Byl synem Půty II. z Častolovic a kněžny Anny Osvětimské. Poprvé se objevuje na listině z roku 1408, kdy jej žaloval Jan z Kostelce. V roce 1412 se měl zúčastnit bojů proti Jihlavě, ale v roce 1415 je ještě zmiňován jako jeho poručník Jan Puška z Kunštátu. Roku 1415 přiložil svou pečeť pod stížný list proti upálení Jana Husa. V jeho vlastnictví byla čtyři panství - Častolovice, Nový Hrad u Skuhrova (Klečkov), Liberk, Skuhrov - a v nich na 50 obcí a dvě města - Častolovice a Solnice. Loupil na majetcích Jihlavy a spolupracoval s Janem Městeckým z Opočna, jenž měl spor s Jindřichem Lacembokem. Vstoupil do služeb krále Václava IV., což mu zabezpečilo beztrestnost při případném stíhání loupeživých výprav proti Jihlavě. Jako doprovod biskupa Jana Železného se zúčastnil kostnického koncilu.

### Husitské války
Za husitských válek stál Půta na straně katolíků. Z prvních let nejsou jeho akce známy, až dne 26. listopadu 1420 mu král Zikmund udělil polovinu berně z kláštera v Opatovicích. Na počátku roku 1421 se zapojil do obléhání husity ovládané Chotěboře; husitská posádka se vzdala za podmínky volného odchodu, což však obléhatelé nedodrželi a vše skončilo masakrem husitů. Akce se zúčastnil i Jan Městecký z Opočna. Tito dva spolupracovali i později a vytvořili základ sdružení katolických šlechticů z východních Čech, které bývá nazýváno opočenská strana (patřili k ní ještě Hynek Červenohorský, manžel Půtovy sestry Kateřiny, a Arnošt z Černčic).
V polovině května 1421 je Půta uváděn na Zikmundově dvoře v Trenčíně. Od něj dostal za úkol přesvědčit na sněmu v Čáslavi českou šlechtu, aby se nepostavila proti Zikmundovi, což se mu nepodařilo. V říjnu téhož roku se připojil ke Slezanům, kteří vpadli do východních Čech. Podařilo se mu dobýt hrad Pěčín, jenž vlastnil Hynek z Rychnova, a poté odjel s Janem Městeckým do Jihlavy, aby zde přísahali věrnost Zikmundovi. Zúčastnil se také II. křížové výpravy, která skončila porážkou u Havlíčkova Brodu.
V létě 1422 byl na říšském sněmu v Norimberku jmenován hejtmanem v Kladsku (není ovšem známo, zda se sněmu účastnil). Pro Půtu tu znamenalo vytvoření zázemí pro operace ve východních Čechách. V květnu 1423 se Půta opět vyskytoval na Zikmundově dvoře, jenž tehdy byl v Košicích. Zde získal majetky, jež předtím vlastnili Hynek z Rychnova a Vaněk ze Suchdola. V září pak společně s Janem Městeckým plenili na předměstích Hradce Králové a následně se oba zúčastnili sněmu v Kolíně, kde měli vyjednávat o setkání českých šlechticů se Zikmundem. Dále se také zúčastnili svatohavelského sněmu, kde se volilo 12 hejtmanů. Odtud zamířili do Stoličného Bělehradu, kde v listopadu Zikmundovi předali požadavky české šlechty. Následoval návrat do Čech, aby přetlumočili Zikmundovy představy - ze setkání nakonec sešlo.
Dne 6. ledna 1424 se opočenská strana střetla s Menším Táborem, vedeným Janem Žižkou z Trocnova, v bitvě u Skalice, kterou katolíci prohráli. V červenci 1424 byl Půta znovu u krále, tentokrát v Budíně. V říjnu 1424 pak v Pačkově (Paczków) za svobodné obyvatelstvo Kladska uzavřel spojenectví (vojenský spolek) s minsterberským knížetem Janem. Pravděpodobně mělo dojít k orientaci sil opočenské strany na boje ve východních Čechách. V létě 1425 husité podnikli protiofenzivu a podařilo se jim dobýt 4 hrady, mj. také Rychmberk, jenž měl v držení právě Půta. Na konci roku pak plenili v Kladské kotlině.
Počátkem roku 1426 se Půta nacházel v Trenčíně, kde mu 10. ledna král Zikmund udělil právo ražby mincí v Kladsku a také odúmrtě po Hynku Dršťkovi a Vlkovi, řečeném Hanta. Ve stejném roce vedl neúspěšná jednání mezi Slezany a umírněnými kališníky. Dne 14. února 1427 uzavřel ve Střelíně (Strzelin) válečnou jednotu se Slezany a Janem Městeckým z Opočna. V březnu jsou doloženi v Jihlavě, kde se snad měli setkat s králem Zikmundem. V květnu zaútočili husité na Lužici, Slezsko a državy katolíků ve východních Čechách. V srpnu jako součást křížové výpravy vpadl střelínský spolek do východních Čech. Půta byl v čele vojska, které směřovalo k Náchodu. Dne 13. srpna se mu v bitvě u Náchoda podařilo porazit Jana Čapka ze Sán, který se pak stáhl za hradby města. Na konci léta 1427 se zapojil do spiknutí kališnických i katolických pánů, kteří chystali v Praze převrat. Pokus o převrat, vedený Hynkem z Koldštejna, se nezdařil, protože plán prozradil svým pražským přátelům Vilém Kostka z Postupic. Vlastní akce se Půta nezúčastnil.
Na jaře 1428 vpadli husité do Kladska, kde obsadili či vyplenili řadu hradů a měst a jejich útoku se musel bránit i Půta. V polovině března pak husité dobyli hrad Homoli a další místa v Kladsku. Následně jeden z proudů směřoval na Bystřici, ale brzy se stočil zpět k hlavnímu proudu, jenž směřoval na město Kladsko, které nechal Půta opevnit. Po několika neúspěšných pokusech o dobytí husité odtáhli. Cestou vyplenili předměstí, klášter v Kamenci, město Frankenštejn a další vsi v Kladské kotlině. Na konci roku vpadli husité do Kladské kotliny znovu, tentokrát je vedl Jan Královec. Půtovi, který byl útokem překvapen, přispěchal na pomoc jeho švagr Těma z Koldic s vojskem, které vyslal Jan Minsterberský a vratislavský biskup Konrád. Ve městě Kladsku se husité pokusili o vzpouru, která však byla nemilosrdně potlačena a řada vůdců popravena. Dne 27. prosince se obě vojska střetla v bitvě u Staré Jesenice. Slezské vojsko bylo drtivě poraženo a Jan Minsterberský zde padl. Prchající vojáci se ukryli ve městě Kladsko. Sirotci ovšem na město nezaútočili, místo toho se pustili do plenění Minsterberska, které bylo bez vládce. Reakcí na tento neúspěch bylo vytvoření obranného spolku, kam se dne 23. ledna 1429 přidala také slezská knížata, zástupci Horní Lužice, Saska, Durynska a Míšeňska a také Půta. Dne 13. srpna 1429 získal od Zikmunda do zástavy Minsterberské knížectví za sumu 6000 kop grošů. Centrum knížectví však dobyl až v září 1430. Ve stejném roce došlo v Kladsku ke třem pleněním husitů.

### Závěr života
Ke konci života se Půta více angažoval v diplomacii. V roce 1431 se zúčastnil říšského sněmu v Norimberku a poté jednal v Chebu s husity. Následně mu Zikmund v Norimberku zastavil některé majetky v Kladské kotlině. V září 1433 se stal členem landfrýdu slezských knížat, jejichž členové nesměli vést v zahraničí války. V dubnu 1434 se zúčastnil Basilejského koncilu, odkud ho panovník poslal do Čech s pověřením jednat s panskou jednotou. Po bitvě u Lipan se zúčastnil svatojánského sněmu, kde se podílel na domluvě příměří. Za odměnu dostal od Zikmunda v Řezně dědičně Kladsko a Minsterbersko. Na konci září pobýval v Řezně, v říjnu vedl v Prešpurku (Bratislava) jednání o přijetí Zikmunda za českého krále. Zde zůstal do února 1435, poté odjel na diplomatická jednání s rakouským vévodou Albrechtem a zástupci koncilu. O Velikonocích se v Brně setkal se Zikmundem. V květnu pak jednal o kapitulaci Bedřicha ze Strážnice, následovaly pobyty v Brně a Bratislavě, kde v září 1435 zemřel. Pohřben je v chrámu sv. Martina.

## Rodina
Půtovou manželkou byla Anna z Koldic, dcera Albrechta z Koldic. Měli pouze tři dcery, takže Půtovou smrtí rod pánů z Častolovic vymírá po meči. Nejstarší dcera Anna si vzala Jana z Hazmburka, druhorozená Kateřina Heralta Lestnického z Kunštátu, po jeho smrti pak Jana Zajíce z Hazmburka, a nejmladší Salome se provdala za opavského vévodu Viléma. Po Půtově smrti se s jeho vdovou oženil Hynek Krušina z Lichtenburka, čímž získal rozsáhlý majetek i zástavní držení Kladska a Minsterberska.